# 5414 Sokolov
5414 Sokolov è un asteroide della fascia principale. Scoperto nel 1977, presenta un'orbita caratterizzata da un semiasse maggiore pari a 2,8882464 UA e da un'eccentricità di 0,0814350, inclinata di 2,10520° rispetto all'eclittica.